# Joseph Tański
Pour les articles homonymes, voir Tanski.
Joseph Victor Tański, né le 18 mars 1806 à Kamionna (Pologne) et mort le 20 novembre 1888  à Neuilly-sur-Seine, est un officier et écrivain franco-polonais.

## Biographie
Joseph Victor Tański est le fils de Clément Tański et Agnès Sosnkowska.
En 1829, il est officier lors de l'Insurrection de Novembre. 
Lors de la Bataille de Grochów, il a pour compagnon d'armes Alexandre Colonna Walewski, pour qui il garde une grande amitié.
Après la défaite polonaise, il émigre en France où l'État lui accorde une solde mensuelle de 45 francs. Tanski y suit les cours de l'école d'état-major.
Il rédige plusieurs mémoires sur l'organisation de l'armée russe à l'intention du maréchal Soult, ministre de la Guerre, qui le nomme capitaine au sein de la Légion étrangère.
En octobre 1845, il est naturalisé Français.
Il sert comme chef du service des Renseignement militaire à l'Armée d'Orient pendant la guerre de Crimée.
Il épouse à Paris le 27 juin 1857 Marie Hélène Boissy (1833-1890). Leur fille Marie Josèphe de Tański se marie en 1878 à Paris avec le marquis italien Louis Cambiaso (Xavier Branicki est un des témoins de ce mariage).
Journaliste et homme de lettres, Joseph Tański est l'auteur d'une dizaine d'ouvrages d'actualité. Après avoir publié des études dans les colonnes du trimestriel Le Spectateur militaire, il collabore au Journal des débats pendant plus de 30 ans.
Il fonde le périodique L'Avenir militaire après la guerre de 1870, mais renonce à sa direction trois ans plus tard pour des raisons de santé.
Il meurt à l'âge de 84 ans et repose au Cimetière des Champeaux de Montmorency dans un caveau de la famille d'Ormesson à laquelle il est apparenté par son épouse.

## Publications
- Tableau statistique, politique et moral du système militaire de la Russie, 1833
- « Extraits des lettres du capitaine J. Tański sur l'armée de Don Carlos », annexés à : marquis de Custine, Les Bourbons de Goritz et les Bourbons d'Espagne, 1839
- L'Espagne en 1843 et 1844 : lettres sur les mœurs politiques et sur la dernière Révolution de ce pays, 1844
- Voyage autour de la Chambre des députés de France, histoire, description, tactique parlementaire, 1845 (anonyme); réédité en 1847 sous le nom de l'auteur
- Holland-House, 1848
- La Pologne devant l'Europe, 1861
- Appel de la Pologne à l'Autriche et à la France, 1863
- L'entrée des Russes à Paris et l'armée russe, 1864
- Souvenirs d'un soldat journaliste à Paris, 1869
- Les Noces d'or d'un proscrit polonais, Cinquante années d'exil, 1880

## Distinctions
- Officier de la Légion d'honneur
- Commandeur de l'Ordre du Médjidié[10]